# Luc Franco
Pas d'image ? Cliquez ici

a Compétitions nationales et continentales officielles uniquement.

b Matchs officiels uniquement.
Luc Franco, né le 30 décembre 1998, est un joueur français de rugby à XIII évoluant au poste d'arrière, d'ailier ou de demi d'ouverture. Formé à Saint-Estève puis aux Dragons Catalans, il intègre en 2017 l'équipe de Limoux avec lequel il atteint sans les remporter les finales du Championnat de France et de la Coupe de France. En 2018, il signe pour Carcassonne. Il a également été sélectionné en équipe d'Espagne.

## Biographie
Son cousin germain, Romain Franco, est également joueur de rugby à XIII.

## Palmarès
- Collectif :
  - Vainqueur de la Coupe de France : 2019 (Carcassonne).
  - Finaliste du Championnat de France : 2018 (Limoux) et 2019 (Carcassonne).
  - Finaliste de la Coupe de France : 2018 (Limoux).

### En club
| Saison | Club                 | Compétition                         | Matchs | Points | Essais | Buts | Drop |
| ------ | -------------------- | ----------------------------------- | ------ | ------ | ------ | ---- | ---- |
| 2018   | Limoux               | Championnat de France               | 9      | 41     | 9      | 2    | 1    |
| 2019   | Carcassonne          | Championnat de France               | 20     | 59     | 3      | 21   | 1    |
| 2019   | Villeneuve Minervois | Championnat de France (2e division) | 2      | 8      | 2      | -    | -    |
| 2020   | Albi                 | Championnat de France               | 9      | 35     | 2      | 13   | 1    |
| 2021   | Albi                 | Championnat de France               | 5      | 30     | 1      | 13   | -    |